# Дуб Ісай Давидович
Ісай Давидович Дуб (1876–1942) — математик, професор Одеського педагогічного інституту.

## Біографія
Ісай Давидович Дуб народився 23 грудня 1876 року в Одесі в багатодітній сім'ї.
Початкову освіту здобув у міському училищі. Згодом у 1895 році закінчив реальне училище і заробляв на життя приватними уроками. У 1900 році склав іспит на звання домашнього вчителя математики.
В 1912 році закінчив математичне відділення фізико-математичного факультету Новоросійського університету. В 1912—1920 роках викладав математику у приватній єврейській гімназії. У 1920 році завідував трьохмісячними педагогічними курсами з підготовки вчителів для ліквідації неписемності.
У 1920—1923 роках читав єврейською мовою лекції та проводив практичні заняття на єврейському відділенні факультету соціального виховання Одеського інституту народної освіти (ОІНО). З 1921 року паралельно працював у школах фабрично-заводського учнівства (ФЗУ). Водночас у 1924—1928 роках навчався в аспірантурі під керівництвом професора І. Ю. Тимченко. В 1928 році став науковим співробітником Одеської філії Українського науково-дослідного інституту математики та професором Одеського інституту народної освіти.
У 1930—1933 роках працював професором у Фізико-хіміко-математичному інституту, а з 1933 року — професором Одеського педагогічного інституту. З 1938 року завідував кафедрою математики. Є одним із засновників фізико-математичного факультету педагогічного інституту, деканом якого  був у 1940—1942 роках.
В евакуації у травні 1942 року у Майкопі захистив дисертацію та здобув науковий ступінь кандидата фізико-математичних наук.
Володів єврейською, українською, французькою та німецькою мовами.
Перебуваючи в Туапсе, загинув внаслідок нещасного випадку у липні 1942 року.

## Наукова діяльність
І. Д. Дуб досліджував основи геометрії, розвиваючи у свої працях ідеї В. Ф. Кагана. Створив оригінальний спеціальний курс з цієї дисципліни, рукопис якого використовувався як посібник для студентів та вчителів. Працював у галузі методики викладання математики в середній школі, зокрема геометрії.

#### Праці
- К вопросу об определении понятия «аксиома»/ И. Д. Дуб. // Вестник опытной физики и элементарной математики.  — 1916.  — Вып. № 663.  — С. 68 http://www.vofem.ru/ru/issues/1916/206/3/663/ [Архівовано 25 лютого 2019 у Wayback Machine.]
- По поводу формулировки задачи о делении отрезка в крайнем и среднем отношении/ И. Д. Дуб// Математика и физика в школе. — 1935. — № 5. — С. 69 — 70. https://web.archive.org/web/20190225223936/https://sheba.spb.ru/shkola/matematika-vshkole.htm
- Об одном доказательстве теоремы Паскаля и Брианшона/ И. Д. Дуб// Наукові записки Одеського державного педагогічного інституту. — Т.  2. — Одеса, 1939. — С. 59 — 60
- Периодические дроби в курсе арифметики/ И. Д. Дуб// Математика в школе. — 1940. — № 5. — С. 50 — 58. https://web.archive.org/web/20190225223936/https://sheba.spb.ru/shkola/matematika-vshkole.htm